# Felix Adamowitsch
Felix Adamowitsch (Salzburgo, 20 de novembro de 1919) foi um oficial austríaco que serviu no Deutsches Heer durante a Segunda Guerra Mundial. Foi condecorado com a Cruz de Cavaleiro da Cruz de Ferro.

## Carreira militar

### Patentes
| Leutnant            | 1 de abril de 1940     |
| Oberleutnant        | 1 de abril de 1942     |
| Hauptmann           | 1 de fevereiro de 1944 |
| Major (Bw)          |                        |
| Oberstleutnant (Bw) |                        |
| Oberst (Bw)         |                        |

### Condecorações
| Cruz de Ferro 2ª Classe            | 29 de setembro de 1941  |
| Cruz de Ferro 1ª Classe            | 28 de agosto de 1943    |
| Distintivo de feridos em Preto     |                         |
| Distintivo de feridos em Prata     |                         |
| Distintivo de feridos em Ouro      |                         |
| Medalha da Frente Oriental         |                         |
| Cruz Germânica em Ouro             | 29 de fevereiro de 1944 |
| Cruz de Cavaleiro da Cruz de Ferro | 20 de outubro de 1944   |
| Mencionado em Wehrmachtbericht     | 22 de outubro de 1944   |